# Armenia (Antioquia)
Armenia – miasto w Kolumbii, w departamencie Antioquia.